# Уилсон, Марвин
Ли Марвин Уилсон (5 января 1958 год — 7 августа 2012 год) — американский преступник. Был казнён в 2012 года в штате Техас путём смертельной инъекции за убийство, совершенное в 1992 году.

## Биография
В начале 1990-х Уилсон некоторые время отбывал тюремное заключение за хранение кокаина, но вскоре был освобождён под залог. До этого он дважды был судим за разбой. Уилсон узнал, что его выдал полицейский информатор, 21-летний Джерри Уильямс. Он смог установить местонахождение Уильямса и убил его. Тело было обнаружено на следующий день, после чего Уилсон был арестован. Его приговорили к смертной казни.
Согласно тестам, проведённым психиатрами в 2004 году, IQ Уилсона составлял 61 — это ниже нормы вменяемости на 9 пунктов. На протяжении многих лет адвокаты Уилсона пытались опротестовать приговор, поскольку закон запрещает казнить невменяемых. Однако Апелляционный суд пятого округа США отказался удовлетворить последнюю апелляцию на приговор. 7 августа 2012 года, спустя 20 лет после вынесения приговора, Уилсон был казнен путём введения смертельной инъекции в одной из тюрем для смертников штата Техас.
Вина Уилсона была полностью доказана, однако вопрос о правомочности его казни до сих пор вызывает сомнения из-за невменяемости осужденного. Национальная коалиция за отмену смертной казни выступила с осуждением казни Уилсона.